# Battaglia di Medan
La battaglia di Medan (Pertempuran Medan in indonesiano), è stata una battaglia combattuta tra le forze Alleate e le Forze Armate Nazionali Indonesiane o TNI nei pressi della città di Medan e dei suoi sobborghi, Sumatra Settentrionale. La battaglia è nota nella storiografia indonesiana come Il Campo di Battaglia a causa della similitudine tra la parola Medan e campo in lingua indonesiana.

## La Battaglia
Il 27 agosto 1945 Teuku Mohammad Hassan, Governatore di Sumatra per conto del governo repubblicano indonesiano di Sukarno annunciò alla popolazione di Medan la proclamazione d'indipendenza. Temendo il ritorno delle autorità coloniali olandesi, molti tra la popolazione di Medan, soprattutto i più giovani, si unirono alle truppe indipendentiste comandate da un alto ufficiale, Achmad Tahir.

Il 9 ottobre 1945 le forze Alleate, composte da unità di gurkha, sbarcarono a Medan sotto la guida del brigadiere generale britannico T.E.D. Kelly, il quale annunciò al governo locale che la presenza militare britannica era motivata unicamente dall'operazione umanitaria di evacuazione dei prigionieri di guerra giapponesi nell'area di Medan.

Tuttavia, già in settembre, gruppi di squadroni del Regio Esercito delle Indie Orientali Olandesi (KNIL) si era trasferito a Medan per intraprendere operazioni di intelligence ma anche per perpetrare azioni intimidatorie nei confronti della popolazione locale simpatizzante con la Repubblica d'Indonesia; contingenti del Nederlandsch-Indische Civiele Administratie (NICA) avevano seguito lo sbarco degli inglesi con lo scopo di coadiuvare le loro operazioni di ripristino dell'ordine e di evacuazione dei prigionieri di guerra. Sia i contingenti olandesi della KNIL che quelli della NICA iniziarono ad avere atteggiamenti sempre più provocatori nei confronti della popolazione civile. In particolare si verificarono molti episodi di dileggio della nuova bandiera indonesiana che provocarono reazioni violente dall'una e l'altra parte che si diffusero a macchia d'olio in tutta la città.

Per impedire che la situazione esplodesse definitivamente, le autorità militari britanniche vietarono alla popolazione civile di portare armi da fuoco e chiesero aiuto ai soldati dell'Esercito Imperiale Giapponese comandati dal generale Moritake Tanabe, a cui restituirono le armi per ripristinare l'ordine al di fuori della città. Vennero quindi create due zone di sicurezza, quella dentro la città sotto il controllo britannico, e quella fuori Medan sotto il controllo giapponese. Per segnalare le due zone di sicurezza ad ogni angolo della città vennero affissi dei cartelli stradali con scritto Fixed Boundaries Medan Area a partire dal 1º dicembre 1945. Da quel momento le forze britanniche e quelle del NICA poterono concentrarsi sul controllo della città, coadiuvati da una milizia paramilitare sovvenzionata da un gruppo di potenti mercanti cinesi, denominata Pao An Tui, che osteggiava la Repubblica d'Indonesia temendo che quest'ultima avrebbe tolto loro il monopolio del commercio cittadino.

Nove giorni dopo, il 10 dicembre 1945, i soldati britannici e i militari del NICA si unirono per sferrare un massiccio assalto alle truppe nazionaliste indonesiane presenti nella città di Medan. L'area della battaglia si sviluppò tutto intorno alla città, ed in essa si scatenarono scontri quotidiani per diversi mesi fino all'aprile del 1946. La linea del fronte occidentale si estendeva da Labuan Bajo fino a Tanjung Morawa, dove i nazionalisti indonesiani erano comandati dal maggiore Hasan Achmad, che cercava di impedire ai britannici di raggiungere Aceh; le truppe sul fronte settentrionale, che si estendeva da Hamparan Perak a Labuan Belawan, erano composte in prevalenza da soldati originari di Aceh, ed erano comandati dal colonnello Amir Yahya. Questa linea del fronte era separata da quella meridionale, comandata dal maggiore Martinus Lubis, dalla linea ferroviaria Medan-Binjai.

Nonostante una strenua resistenza, le truppe britanniche congiuntamente con quelle della NICA, riuscirono ad occupare definitivamente Medan a partire dall'aprile del 1946, costringendo le forze del TNI di ritirarsi a Pematang Siantar. Il 10 agosto 1946 i comandanti di tutte le truppe indipendentiste indonesiane si riunirono a Tebing Tinggi per unificare sotto un unico comando tutti i Reggimenti Popolari dell'area di Medan.